# Ivan Stěpanovič Unkovskij
Ivan Stěpanovič Unkovskij (rusky: Иван Степанович Унковский; 18. století) byl ruský cestovatel a důstojník dělostřelectva.

## Výprava k džungarskému chánovi
V historických záznamech se Ivan Unkovskij objevuje v roce 1722, kdy jako kapitán dělostřelectva vedl ruské poselstvo, které cestovalo z Tobolska k džungarskému chánovi. Unkovskij byl pověřen jednáním s kalmyským vládcem, který v Džungarsku vládl. Kromě vojáků a diplomatů byli v Unkovského výpravě také odborníci, kteří měli hledat v pouštích zlato. Ruská výprava postupovala proti proudu Irtyše do Semipalatinska a odtud na jihovýchod, skrz údolí řeky Čar přes zasněžené hory Tarbagataje k jezeru Alaköl.
Expedice přešla přes průsmyk Džungarská vrata a v listopadu 1722 dorazila k jezerům Ebi-nur a Sajran. Pak výprava pokračovala přes Borochovské hory k řece Ili, kde dorazila k chánovi. Chán odmítl s kapitánem Unkovským jednat, nedaleko jeho tábora tedy Rusové přezimovali a čekali na přijetí. Chán se svým dvorem kočoval údolím řeky Ili a jejích přítoků, Unkovskij ho trpělivě následoval a začal s ním postupně jednat. Unkovskij se jako první Evropan dostal až k jezeru Issyk-kul. Unkovskému se nepodařilo ani po několika měsících jednání přimět chána, aby přijal dobrovolně ruskou "ochranu". Diplomaticky byla expedice neúspěšná a rozhodla se tedy vrátit zpět.
Kapitán Unkovskij vyrazil na konci září 1723 na zpáteční cestu. Na konci roku 1723 se expedice vrátila zpět do ruského panství u Irtyše. Ivan Unkovskij a člen jeho expedice Grigorij Putilov nakreslili první mapu východního Turkestánu a západních oblastí Číny (Kašgarsko).
Po návratu do Ruska byl Unkovskij obviněn ze zpronevěry státních prostředků, později ale pokračoval ve státní službě. 
Další osudy Ivana Unkovského nejsou známy.